# شهرستان گوتسه دلچو
شهرستان گوتسه دلچو (به بلغاری: Gotse Delchev Municipality) یک شهرستان در بلغارستان است که در استان بلاگووگراد واقع شده‌است. شهرستان گوتسه دلچو ۳۳۰٫۲۱۰ کیلومتر مربع مساحت و ۳۲٬۵۲۵ نفر جمعیت دارد و ۵۰۸ متر بالاتر از سطح دریا واقع شده‌است.